# Eohormomyia howardi
Eohormomyia howardi är en tvåvingeart som beskrevs av Ephraim Porter Felt 1915. Eohormomyia howardi ingår i släktet Eohormomyia och familjen gallmyggor.
Artens utbredningsområde är Moçambique. Inga underarter finns listade i Catalogue of Life.